# Cancer (gènere)
Cancer és un gènere de crustacis decàpodes marins, que inclou diverses espècies de crancs familiars de la zona litoral, com ara el bou (Cancer pagurus).

## Taxonomia
La taxonomia del gènere Cancer és confusa i intricada. WoRMS reconeix només 8 espècies, més una llarga llista de sinònims noms dubtosos i noms pendents de validar:
- Cancer bellianus Linnaeus, 1758
- Cancer borealis Stimpson, 1859
- Cancer irroratus Say, 1817
- Cancer johngarthi Carvacho, 1989
- Cancer pagurus Linnaeus, 1758
- Cancer plebejus Poeppig, 1836
- Cancer productus J. W. Randall, 1840
- Cancer productus Randall, 1840